# Grauman's Egyptian Theatre
Il Grauman's Egyptian Theatre è un cinema situato a Hollywood, distretto di Los Angeles.
È una delle sale più famose al mondo. Venne inaugurato il 18 ottobre 1922, in occasione della prima del film Robin Hood.

## Storia
Fu costruito dall'uomo di spettacolo Sid Grauman e dal costruttore Charles E. Toberman, che in seguito edificò i vicini El Capitan Theatre e il Chinese Theatre.
Grauman aveva in precedenza aperto nel 1918 uno dei primi palazzi del cinema degli Stati Uniti, il Million Dollar Theater. L'Egyptian Theatre costò 800.000 dollari e venne realizzato in 18 mesi. Il progetto si deve allo studio di architettura Meyer & Holler, l'esecuzione dei lavori alla The Milwaukee Building Company.